# Liivaküla (Martna)
Liivaküla – wieś w Estonii, w prowincji Lääne, w gminie Martna.